# امریکن آیدل (فصل ۲)
دومین فصل از امریکن آیدل  (به انگلیسی: American Idol season 2)) در تاریخ ۲۱ ژانویه ۲۰۰۳ آغاز و در تاریخ ۲۱ مه ۲۰۰۳ به پایان رسید. روبن استودارد برنده این فصل بود. رایان سیکرست نیز همچنان میزبان این فصل بود. داوران این فصل رندی جکسون، سایمون کاول و پائولا عبدل بودند.